# Bauchnabelfussel

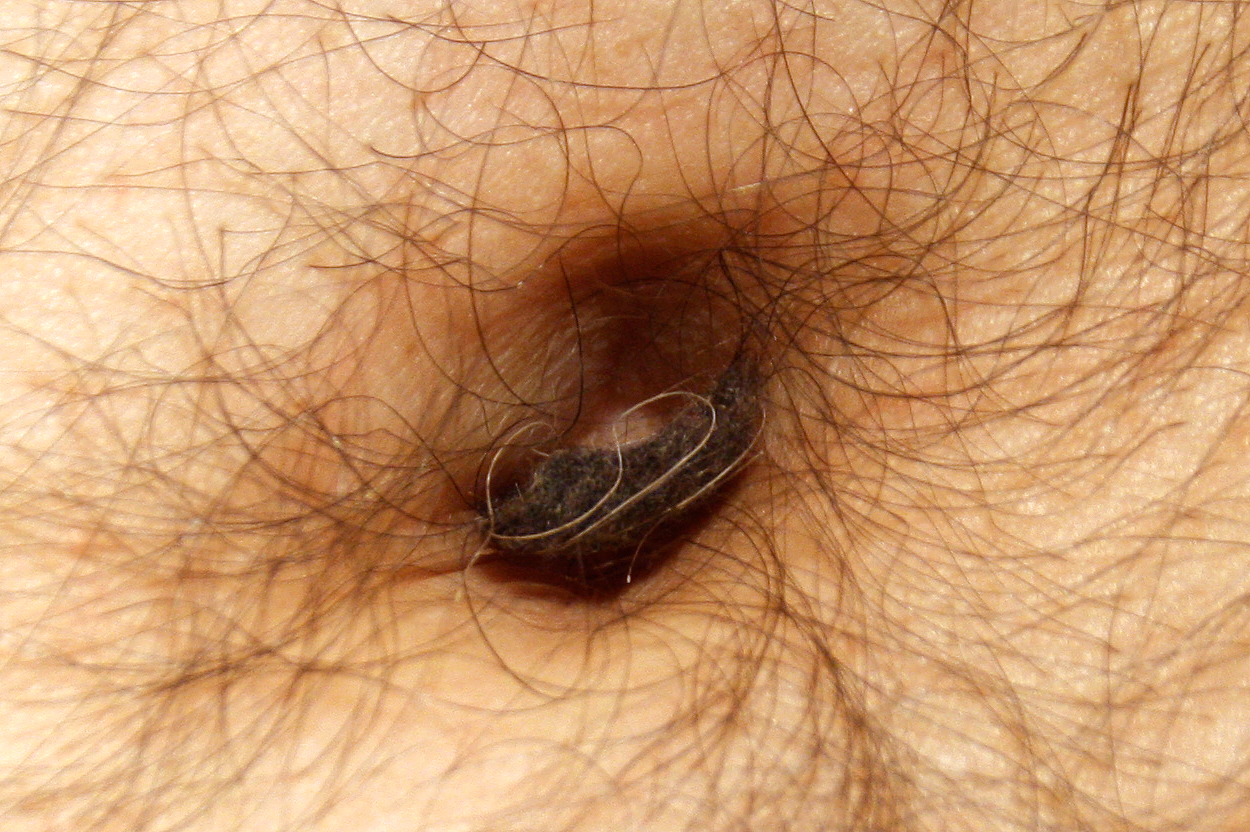
Bauchnabel mit einem Bauchnabelfussel

Ein Bauchnabelfussel ist eine Ansammlung aus abgeriebenen losen Fasern von Kleidungsstücken, Körperhaaren, Hautzellen und Staub, die sich im nach innen gekehrten Bauchnabel bildet. Eine Sonderform ist der Nabelstein oder Omphalolith.

## Zusammensetzung
Im Jahr 2001 führte Karl Kruszelnicki von der australischen Universität Sydney eine systematische Untersuchung durch, um die Zusammensetzung der Bauchnabelfussel zu bestimmen. Seine wichtigsten Erkenntnisse waren:
- Bauchnabelfussel bestehen vor allem aus losen Fasern der Kleidung, vermischt mit abgestorbenen und zerfetzten Hautzellen und ausgefallenen Körperhaaren.
- Entgegen den Erwartungen bewegen sich Fussel aufwärts aus der Unterwäsche und weniger abwärts aus Hemden und Oberteilen. Die Bewegung resultiert aus der reibenden Zugkraft des Körperhaares auf der Unterwäsche, die lose Fasern in den Nabel zieht.
- Frauen haben weniger Bauchnabelfussel, weil sie dünnere und kürzere Körperhaare haben. Umgekehrt haben ältere Männer mehr, weil sie stärkere und zahlreichere Haare am Körper besitzen.
- Die charakteristische blaugraue Farbe der Bauchnabelfussel ist der Durchschnitt der Farben der Fasern in der Kleidung. Dieselbe Farbe haben Fusseln in Wäschetrocknern.[2]

2002 wurde Kruszelnicki für seine interdisziplinäre Forschung mit dem Ig-Nobelpreis ausgezeichnet.

## Rekord
Graham Barker aus Perth, Western Australia, ist laut Guinness-Buch der Rekorde der Rekordhalter für das Sammeln von Bauchnabelfusseln. Er hat seit dem 17. Januar 1984 beinahe jeden Tag seinen Bauchnabelfussel gesammelt. Er findet täglich etwa 3,03 mg. Im Gegensatz zu den Untersuchungen von Kruszelnicki sind seine Fusseln angeblich von rötlicher Farbe, obwohl er kaum rote Kleidung trägt.

## Nabelstein
Ein sogenannter Nabelstein (Omphalolith) entsteht über einen Zeitraum von mehreren Jahren bei Menschen mit einem besonders tief eingezogenen Bauchnabel: Abgestorbene Hornzellen verbleiben in der Nabelhöhle und werden mit der Zeit zusammengepresst, so dass ein braunes oder schwarzes, festes Gebilde entsteht, das sich nur schwer entfernen lässt.
Es wird angenommen, dass eine Verbindung zwischen wenig ausgeprägter persönlicher Hygiene und der Nabelsteinbildung besteht: Omphalolithe kommen überwiegend bei Menschen vor, die sich selten bzw. nicht gründlich waschen oder dazu nicht in der Lage sind. Eine andere Hypothese besagt, dass sich Sebum und Keratine über lange Zeit ansammeln; andauernde Verdunstung von Restfeuchte nach Schwitzen oder Baden führt zur allmählichen Ausbildung des harten, steinähnlichen Konkrements. Er ist meistens harmlos, kann sich aber in seltenen Fällen entzünden oder ulzerieren. In einem Fall kam es zu einer Peritonitis durch einen in die Bauchhöhle eingedrungenen Nabelstein.